# Géo Voumard
Géo Voumard (ur. 2 grudnia 1920 w Biel/Bienne – zm. 3 września 2008) – szwajcarski pianista jazzowy i producent muzyczny. Voumard był współtwórcą Festival de Jazz de Montreux, współpracował m.in. z grupą Hazy Osterwald Orchestra w której występował w latach 1944–1948.

## Dyskografia
- Flavio Ambrosetti Sextet, 1943
- Geo Voumard Trio With Mers Eddy And His Strings – Piano, Strings And Sound
- Géo Voumard – 25 Ans De Jazz, 1953–1977
- Géo Voumard Trio – Geo Voumard Trio
- Hazy Osterwald – Big Bands Of Europe Vol. Ii, 1946–1948
- Various – The Golden Swing Years, 1942–1947